# Allen Danziger
Allen Danziger (Boston, Massachusetts, 23 de julho de 1942) é um ator norte-americano, mais conhecido pelo seu personagem Jerry no filme de terror clássico cult The Texas Chain Saw Massacre de 1974. O seu personagem Jerry, nesse filme, viaja até o Texas para averiguar possíveis vandalismos no túmulo do avô da namorada, a protagonista Sally Hardesty. Jerry é morto pelo vilão Leatherface quando vai à procura dos amigos desaparecidos Pam e Kirk.

## Biografia
Danziger nasceu em Boston, Massachusetts. Ele se formou Bacharel em Psicologia pela City College of New York (CCNY) em 1964, e em 1970, formou-se na Universidade do Texas em Austin com um diploma em Drama. Em 1969, estreou no cinema em Eggshells. Cinco anos depois, ele interpretou Jerry em The Texas Chain Saw Massacre, seu segundo e último papel em longas-metragens.
Danziger é proprietário da Three Ring Service, uma empresa de entretenimento para eventos corporativos e festas, desde 1978. Danziger recentemente participou de um documentário incluído no DVD de The Texas Chain Saw Massacre. Em 2013, apareceu como Jerry em imagens de arquivo durante as cenas iniciais da sequência Texas Chainsaw 3D.

## Vida pessoal
Ele tem um filho, Jason (nascido em 1969), que, aos oito meses de idade, fez uma participação especial em Eggshells (1969). Allen e Jason moram em Austin, Texas.

## Filmografia
- 1969 - Eggshells - Allen
- 1974 - The Texas Chain Saw Massacre - Jerry
- 2000 - Texas Chain Saw Massacre: The Shocking Truth (documentário)
- 2000 - The American Nightmare (documentário) - ele mesmo
- 2007 - Cinemassacre's Monster Madness (documentário) (episódio : The Texas Chainsaw Massacre) - Jerry
- 2012 - Moxina (curta-metragem)
- 2013 - Texas Chainsaw 3D - Jerry (no início do filme, em cenas reaproveitadas do original de 1974)